# MP-153
MP-153 — российское самозарядное гладкоствольное ружьё, в народе называемое «мурка», которое применяется для различных видов охоты, спортивной стрельбы, охраны правопорядка и самообороны. 

## История
За разработку самозарядного ружья МР-153 предприятие-производитель было награждено золотой медалью Международного конкурса «Национальная безопасность» и дипломом конкурса.
Также, в 2001 году MP-153 стало Лауреатом конкурса «100 лучших товаров России» 2001.
С 2011 года МР-153 сменено в производстве модернизированным вариантом МР-155 (поступившим в продажу в 2012 году).

## Описание

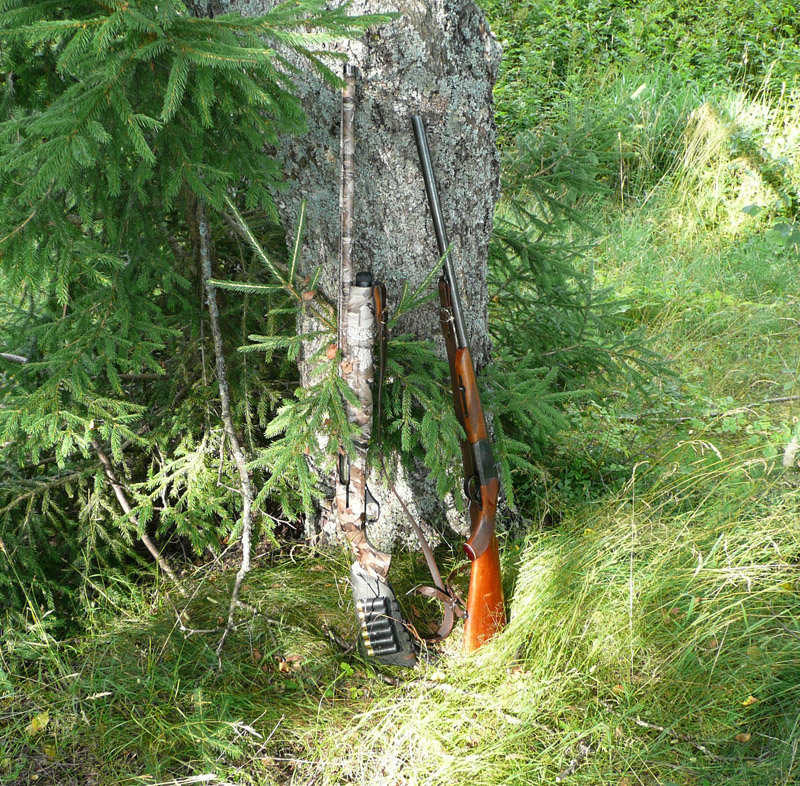
МР-153 и ИЖ-18

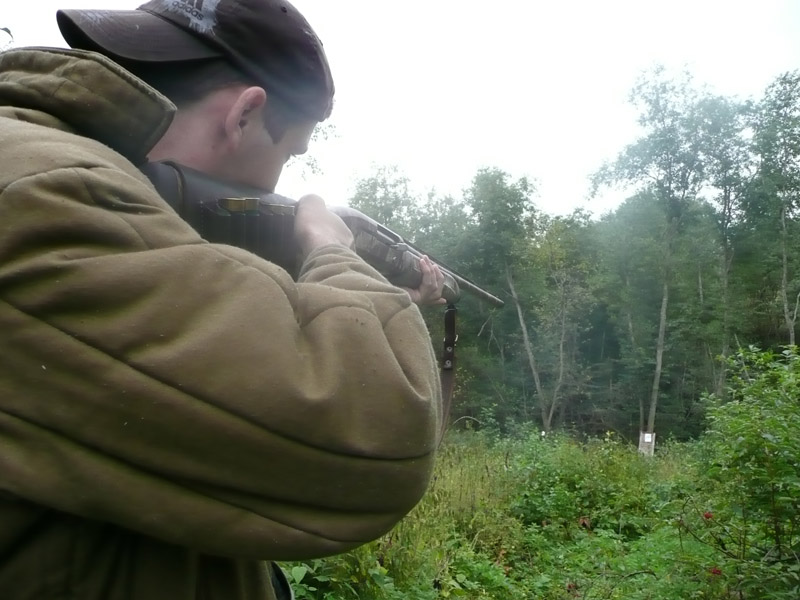
Стрельба по мишени из МР-153

Отвод пороховых газов с автоматическим регулятором импульса двигателя автоматики.
Ружья МР-153 используют газоотводную автоматику с расположенным вокруг трубки магазина кольцевым газовым поршнем. В конструкции газоотводного узла предусмотрен автоматический газовый регулятор (расположенный вокруг трубки магазина), который сбрасывает избыток пороховых газов в атмосферу.
Запирание ствола осуществляется качающейся личинкой (клином), расположенной в затворе и в боевом положении входящей в паз в хвостовике ствола, сцепление затвора непосредственно со стволом обеспечивает прочность и долговечность запирания, а также разгрузку ствольной коробки в момент выстрела. Ствольная коробка ружей выполнена из алюминиевого сплава, фурнитура (цевьё, ложа) выполняются из дерева либо пластика. Стволы оснащаются сменными чоками.
Детали, подверженные воздействию пороховых газов (канал ствола, патронник, поршень, газовая камера, наружная поверхность трубки магазина) — хромированы. Клапан и поршневые кольца изготавливаются из нержавеющей стали.
Ружьё оснащено автоматической затворной задержкой: после отстрела последнего патрона затвор останавливается в крайнем заднем положении, что упрощает и ускоряет последующую дозарядку и сигнализирует стрелку об израсходовании боеприпасов.
Ударно-спусковой механизм куркового типа выполнен в виде отделяемого узла, снабжен системой предохранения:
- от выстрела при не полностью запертом затворе;
- неавтоматическим предохранителем, блокирующим спусковой крючок.

Магазин трубчатый подствольный, ёмкостью 4 патрона. Вместимость магазина может быть увеличена путём установки удлинителя до 8 патронов.

## Модификации
Ружья MP-153 выпускаются в нескольких различных модификациях:
- со сменными дульными насадками для стрельбы свинцовой и стальной дробью.
- без прицельной планки, с мушкой, без сменных дульных насадок.
- с различными вариантами приклада и цевья:
  - из ореха или бука, с резиновым затылком-амортизатором;
  - из пластмассы, с резиновым затылком-амортизатором;
  - со складывающимся прикладом и пистолетной рукояткой.
- Remington Spartan 453 — экспортная модель, в 2006—2008 гг. производившаяся в Ижевске для США[2].
- МР-153 для практической стрельбы — спортивная модификация, доработанная в соответствии с правилами IPSC: с магазином на 9 патронов 12/70 мм, установленной на ствольной коробке планкой Пикатинни, увеличенными в размерах кнопками предохранителя и перехватывателя, новым прикладом и цевьём из ударопрочной пластмассы[3].
- МР-153С — служебная модификация под патрон 12/76 мм, разработанная в 2005—2006 годы, предназначена для частных охранных предприятий[4].
- 18,5 КС-П карабин самозарядный гладкоствольный — модификация MP-153, в июле 2006 года принятая на вооружение МВД РФ[5]. Карабин снабжён подствольным магазином увеличенной ёмкости на 6 патронов, металлическим складным прикладом, пластмассовым цевьём и пластмассовой пистолетной рукояткой. Сверху ствольной коробки установлена планка «Пикатинни». На дульной части ствола установлен щелевой пламегаситель[6]. В коммерческую продажу не поступает.

## Страны-эксплуатанты
- Армения: на вооружении отдельных категорий сотрудников полиции[7];
- Россия — МР-153 сертифицировано в качестве гражданского и служебного оружия; в 2024 году некоторое количество МР-153 передали на вооружение армейских подразделений (в качестве средства борьбы с низколетящими беспилотными летательными аппаратами)[8][9].